# Mughiphantes pulcheroides
Mughiphantes pulcheroides là một loài nhện trong họ Linyphiidae.
Loài này thuộc chi Mughiphantes. Mughiphantes pulcheroides được Jörg Wunderlich miêu tả năm 1985.